# 叙泽特
叙泽特（法語：Suzette，法語發音：[syzɛt]）是法国普罗旺斯-阿尔卑斯-蓝色海岸大区沃克吕兹省的一个市镇，属于卡庞特拉区。

## 地理
叙泽特（44°10'5"N, 5°4'6"E）面积6.75 平方千米，位于法国普罗旺斯-阿尔卑斯-蓝色海岸大区沃克吕兹省，该省份为法国东南部内陆省份，北起德龙省，西北接阿尔代什省，西接加尔省，南至罗讷河口省，东南角与瓦尔省接壤，东临上普罗旺斯阿尔卑斯省。
与叙泽特接壤的市镇（或旧市镇、城区）包括：勒巴鲁、日贡达斯、拉法尔、马洛塞讷、拉罗克阿尔里克。

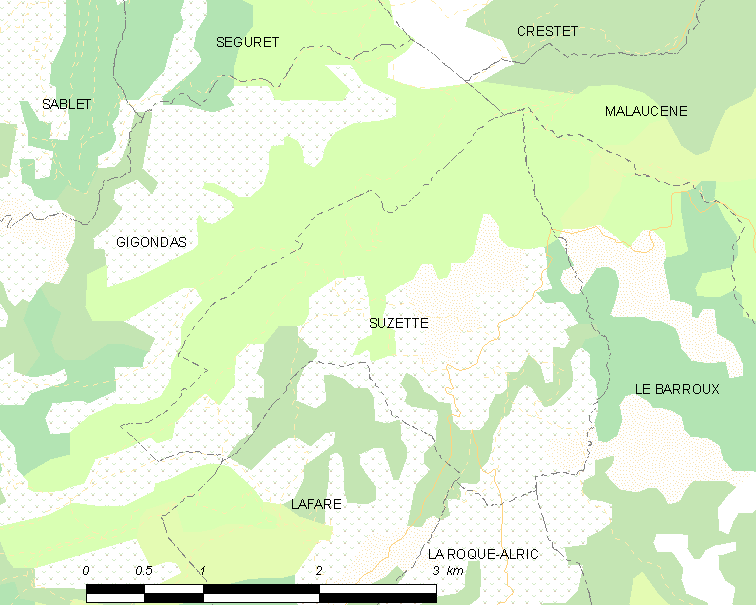
叙泽特的OSM定位图

叙泽特的时区为UTC+01:00、UTC+02:00（夏令时）。

## 行政
叙泽特的邮政编码为84190，INSEE市镇编码为84130。

## 政治
叙泽特所属的省级选区为韦松拉罗迈讷县。

## 人口

1962-2008年间叙泽特人口变化图示

叙泽特于2022年1月1日时的人口数量为111人。